# Delias mayrhoferi
Delias mayrhoferi är en fjärilsart som beskrevs av Bang-haas 1939. Delias mayrhoferi ingår i släktet Delias och familjen vitfjärilar.
Artens utbredningsområde är Papua Nya Guinea. Inga underarter finns listade i Catalogue of Life.